# موقعیت‌آگاهی
موقعیت‌آگاهی (به انگلیسی Orientation) در علم پزشکی و روان‌پزشکی شناختن اشخاص و آگاهی از خویشتن در زمان و مکان را می‌گویند. حالتی مرضی که موجب فقدان آگاهی نسبت به زمان و مکان و اشخاص شود موقعیت‌ناآگاهی (disorientation) نام دارد.
مشکلات مربوط به موقعیت‌آگاهی در پزشکی و در اورژانس که با واژه موقعیت‌ناآگاهی تعریف شده و پاسخ اشتباه در مورد زمان و ساعت، محلی که در آن بیمار قرار دارد و بالاخره شناسایی افراد خانواده و اطرافیان (در مراحل حاد) را شامل می‌گردد.

هنوز محل اصلی موقعیت‌آگاهی در مغز مشخص نشده ولی در آسیب‌های گزارش شده به بسیاری از مناطق مغز از جمله ناحیه ساقه مغز یا به نیم‌کره‌های مغز در بیماران، موقعیت‌ناآگاهی مشاهده گردیده‌است که گمان می‌رود سطح هوشیاری و تشخیص این سه پارامتر به همکاری نیمکره‌ها و ساقه مغز وابسته باشد.

## کاربرد
در روان‌پزشکی از شاخصه‌هایی است که در تشخیص اختلالات عصبی و بیماری‌های اعصاب و روان به کار می‌رود.
در پرستاری و اورژانس برای تعیین سطح هوشیاری بیمار پس از یک تروما یا احیا پس از کما و یکی از شاخصه‌های پایش بیمار به‌شمار می‌آید.

## علت‌های وقوع موقعیت‌ناآگاهی
موقعیت‌ناآگاهی می‌تواند چه در افراد مسن و بیمار یا حتی جوان و سالم دیده شود. فرد سالم پس از یک تمرین ورزشی بعلت از دست دادن آب یا به‌دلیل گرسنگی یا کند شدن زمان دریافت اکسیژن، ممکن است دچار موقعیت‌ناآگاهی شود.

## [منابع‌بیشتر] برای مطالعه
- متن ایتالیایی neuropsy.it